# Шуль-Ха
Шуль-Ха (исп. Xul-Ha) — посёлок в Мексике, штат Кинтана-Роо, входит в состав муниципалитета Отон-Бланко. Численность населения, по данным переписи 2020 года, составила 2341 человек.

## Общие сведения
Название происходит из юкатекского языка и в переводе означает окончание воды.
Посёлок расположен в южной оконечности озера Бакалар, в 16 км к западу от Четумаля, и в 12 км южнее города Бакалар.
Через него проходит трасса .
Основным видом деятельности является сельское хозяйство и туризм.

## Население
| Год  | Численность | Численность |
| ---- | ----------- | ----------- |
| 2000 | 1741        | [ 5 ]       |
| 2005 | 1838        | [ 6 ]       |
| 2010 | 2037        | [ 7 ]       |
| 2020 | 2341        | [ 8 ]       |

## Фотографии

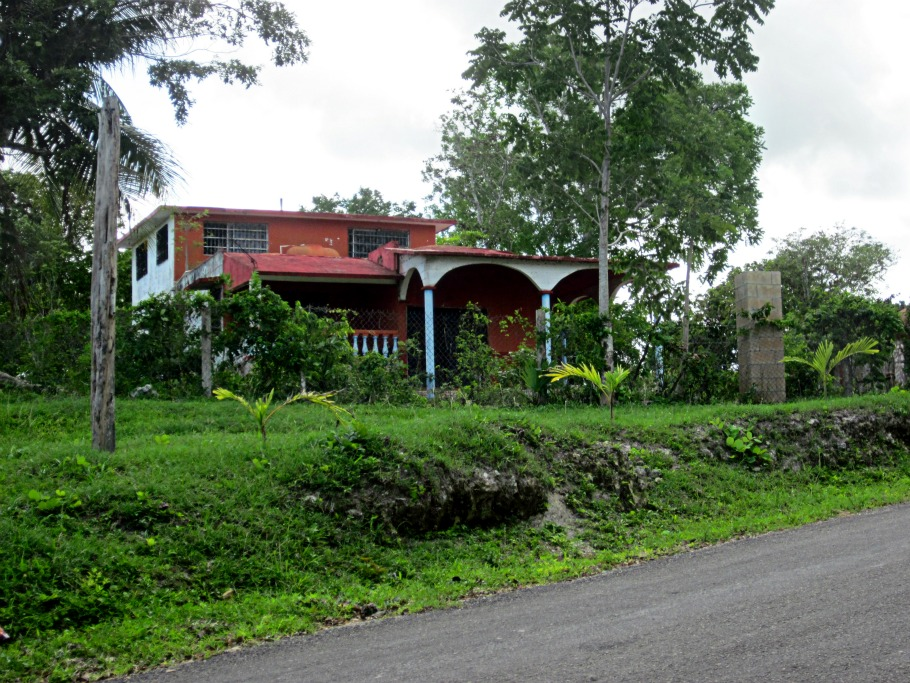
Дом в посёлке
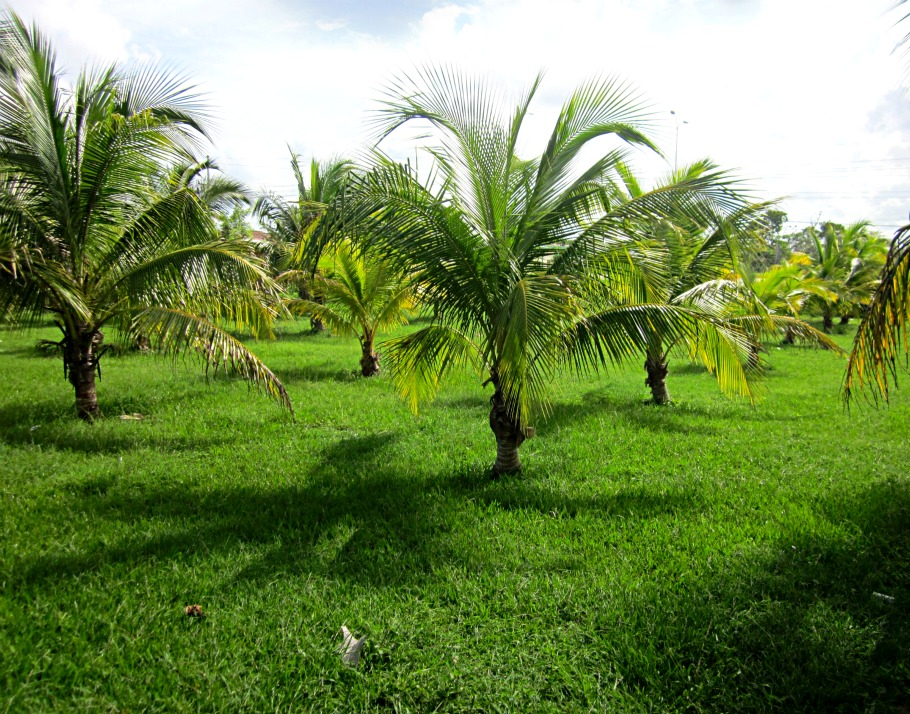
Саженцы пальм
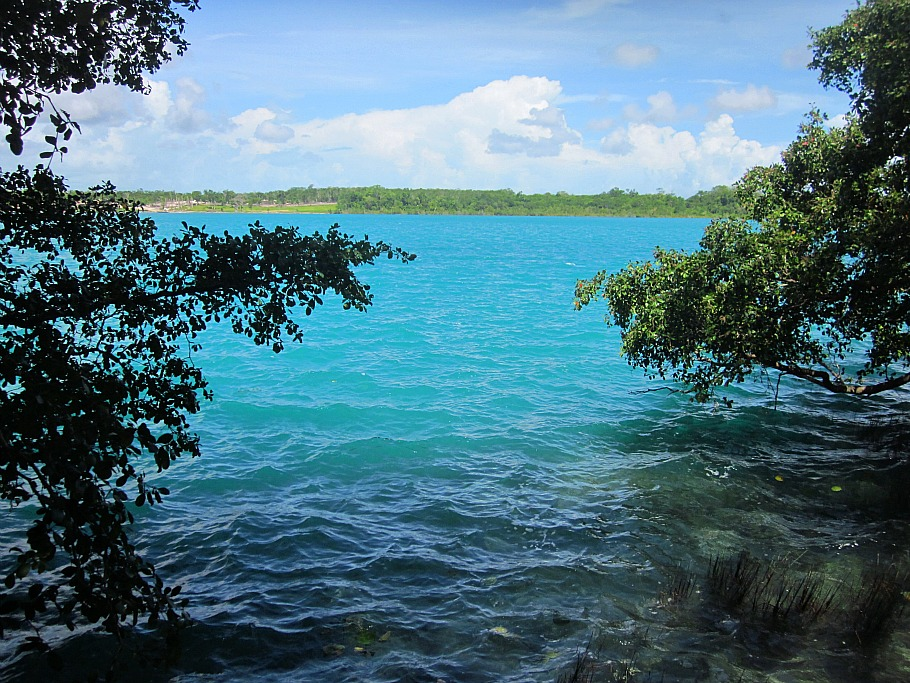
Вид на лагуну Бакалар